# Chabuata lacertosa
Chabuata lacertosa är en fjärilsart som beskrevs av Köhler 1947. Chabuata lacertosa ingår i släktet Chabuata och familjen nattflyn. Inga underarter finns listade i Catalogue of Life.